# Fronton Ranchettes
Fronton Ranchettes es un lugar designado por el censo ubicado en el condado de Starr en el estado estadounidense de Texas. En el Censo de 2010 tenía una población de 113 habitantes y una densidad poblacional de 623,28 personas por km².

## Geografía
Fronton Ranchettes se encuentra ubicado en las coordenadas 26°25′31″N 99°1′37″O / 26.42528, -99.02694. Según la Oficina del Censo de los Estados Unidos, Fronton Ranchettes tiene una superficie total de 0.18 km², de la cual 0.18 km² corresponden a tierra firme y (0%) 0 km² es agua.

## Demografía
Según el censo de 2010, había 113 personas residiendo en Fronton Ranchettes. La densidad de población era de 623,28 hab./km². De los 113 habitantes, Fronton Ranchettes estaba compuesto por el 90.27% blancos, el 0% eran afroamericanos, el 0% eran amerindios, el 0% eran asiáticos, el 0% eran isleños del Pacífico, el 9.73% eran de otras razas y el 0% pertenecían a dos o más razas. Del total de la población el 98.23% eran hispanos o latinos de cualquier raza.